# 10090 Sikorsky
A 10090 Sikorsky (ideiglenes jelöléssel 1990 TK15) a Naprendszer kisbolygóövében található aszteroida. Ljudmila Georgijevna Karacskina és G. R. Kastel' fedezte fel 1990. október 13-án.